# Бродерсби (Шванзен)
Бродерсби (нем. Brodersby) — община в Германии, в земле Шлезвиг-Гольштейн.
Входит в состав района Рендсбург-Экернфёрде. Подчиняется управлению Шванзен. Население составляет 756 человек (на 31 декабря 2010 года). Занимает площадь 9,79 км².